# Base d'aéronautique navale de Quimper-Guengat
La base aéronavale (BAN) de Quimper-Guengat est une ancienne emprise de l'aéronautique navale située sur le territoire de Guengat, au nord-ouest de Quimper, en Bretagne. Elle se situait à proximité de la gare de Guengat, sur la ligne Quimper - Douarnenez, et disposait d'un embranchement particulier.

## Présentation
Emprise sans piste, dépendance de la BAN Lanvéoc-Poulmic, elle comprenait essentiellement un entrepôt principal de l'aéronautique navale (EPAN).
Créée le 1er juillet 1968, l'EPAN est devenu BAN Quimper le 1er janvier 1974 puis BAN Quimper-Guengat le 21 janvier 1976 et enfin BAN Quimper-Guengat et Entrepôt principal de l'AN en 1987.

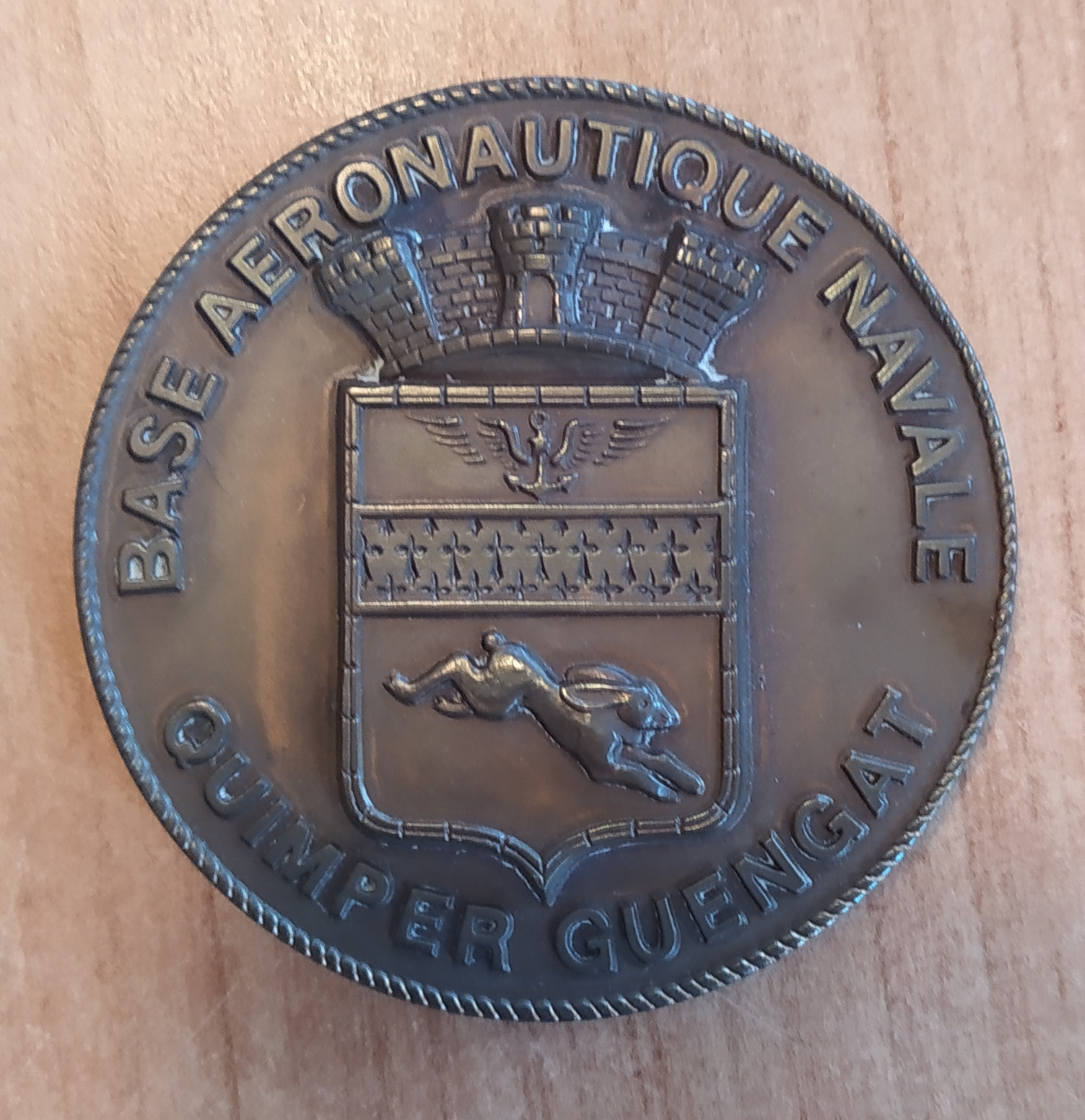
Tape de bouche de la BAN Quimper Guengat

La tape de bouche de cette unité de l'aéronautique navale est inspirée par la probable signification en langue bretonne du nom de la commune de Guengat. En effet, un lévrier blanc y est représenté.
En 1998, l'EPAN est transféré sur la BAN Lann-Bihoué et la BAN Quimper-Guengat est dissoute. Les bâtiments sont acquis par Quimper Communauté en 1999 qui transforme la BAN en zone d'activité (ZA de la Base). Les premières entreprises à s'y implanter, en 2000, sont les sociétés Imbretex (importation et la distribution de vêtements promotionnels et professionnels) et Sofidial (marquage sur vêtements — sérigraphie — broderie).